# Agrostis airiformis
Agrostis airiformis é uma espécie de gramínea do gênero Agrostis, pertencente à família Poaceae.